# ルノー・デジール
デジール（DeZir ）は、フランスのルノーが2010年に発表したEVコンセプトカーである。

## 概要
2010年のモンディアル・ド・ロトモビルでワールドプレミア。日本においては、2013年の東京モーターショー’13にて初披露された。
人生を「LOVE（恋に堕ちる）」「EXPLORE（冒険をする）」「FAMILY（家族を得る）」「WORK（働く）」「PLAY（遊ぶ）」「WISDOM（知恵を得る）」という6つのステージに分け、それぞれのステージに合ったモデルをデザインし、ユーザーとブランドの結びつきを深めることを目指したルノーの新デザイン戦略「サイクル・オブ・ライフ（Cycle of Life）」に則り、1番目のステージである「LOVE」をテーマに、ローレンス・ヴァン・デン・アッカーがデザインの指揮を執った。尚、デジールのコンセプトはのちに4代目クリオに反映されることになる。
ボディ形態はバタフライドア採用の2シータークーペであるが、バタフライドアは左右非対称開閉となり、運転席（左）側は前ヒンジ、助手席（右）側は後ヒンジで開く。ボディはケブラーを用いることにより、圧倒的な軽量化を実現している。
シート背後に24kWのリチウムイオン二次電池を搭載し、さらにその後方にモーターを搭載。モーター出力は150PS（110kW）、226Nm(23.1kg・m）。最高速は180km/h、0-100km/h加速は5秒、空気抵抗係数は0.25、最大航続可能距離は160kmを誇る。
充電は、8時間の一般家庭での充電、400Vの急速充電、そして「Quickdrop」のいずれかで行える。「Quickdrop」はカートリッジによる交換方式のため、わずか20分で完了する。